# 特魯多韋 (新艾達爾區)
49°4′16″N 39°0′43″E / 49.07111°N 39.01194°E
特魯多韋（羅馬化：Trudove）是位於烏克蘭東部的村莊，由盧甘斯克州夏斯佳區的新艾達爾市鎮負責管轄。該村始建於1956年，面積0.88平方公里，海拔高度143米，2001年人口54，人口密度每平方公里61.2人。